# جوني يانسن
جوني يانسن (بالهولندية: Johnny Jansen)‏ هو مدرب كرة قدم ولاعب كرة قدم هولندي، ولد في 2 مارس 1975 في هيرينفين في هولندا. لعب مع نادي فيندام.

## وصلات خارجية
- جوني يانسن على موقع قاعدة بيانات كرة القدم.إي يو (الإنجليزية)
- جوني يانسن على موقع Soccerway.com (الإنجليزية)
- جوني يانسن على موقع عالم كرة القدم.نت (الإنجليزية)